# 金垣晋
金垣晋（韓語：김원진，1984年8月24日—），出生于汉城，韩国前男子击剑运动员，退役后在首尔体育高中任教。他曾获得2006年亚洲运动会男子重剑团体金牌和2010年亚洲运动会男子重剑个人金牌。